# Alexió
Alexió (llatí: Alexion) va ser un metge de l'antiga Roma del nom del qual hom dedueix que era grec.
Era amic de Ciceró, que el va consultar sovint i elogiava la seva qualitat com a metge, i que va lamentar profundament la seva mort sobtada l'any 44 aC.